# موريس جانيت
موريس جانيت (بالفرنسية: Maurice Janet)‏ هو رياضياتي فرنسي، ولد في 1888، وتوفي في 1983.